# Hannelore Brenner

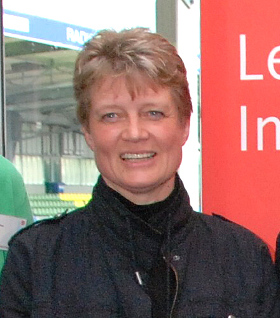
Hanne Brenner 2010

Hannelore „Hanne“ Brenner (* 21. Juni 1963 in Lüneburg) ist eine deutsche Dressurreiterin im Behindertenreitsport. Sie startet national und international in der Wettkampfklasse (Grade) IV.

## Leben
Hannelore Brenner begann im Alter von 12 Jahren mit dem Reiten und ritt in ihrer Jugend Vielseitigkeitsprüfungen. 1986 startete sie bei der Landesmeisterschaft Hannover-Bremen, einer Vielseitigkeit der Klasse L (was international heute einem CIC / CCI 1* entspricht) in Luhmühlen. Hier stürzte sie bei einem Tiefsprung, ihr Pferd überschlug sich und begrub Brenner unter sich.
Nach dem Unfall begann sie wieder mit dem Reiten, ritt hobbymäßig ohne Turnierteilnahmen ein Pferd einer Freundin mit. 1989 zog sie nach Heidelberg, wo Studium und erste berufliche Tätigkeit folgten. 1997 erwarb sie mit Geronimo ein eigenes Pferd, zunächst als Freizeitpferd. Bald folgten jedoch Turnierteilnahmen, in Dressurprüfungen bei Regelturnieren und im Behindertensport.
Aufgrund ihres Unfalls ist Brenner inkomplett querschnittgelähmt, kann mit Stöcken und Schienen noch eingeschränkt laufen. Aufgrund dieser Behinderung ist sie in den Grade IV (bis 2016 als Grade III bezeichnet) eingeordnet. Brenner kann mittlerweile etliche nationale und internationale Erfolge vorweisen, im Regelsport gewann sie im Mai 2011 ihre erste Dressurprüfung der schweren Klasse (Klasse S). Im Behindertenreitsport ist sie in ihrer Wettkampfklasse mehrfache paralympische Goldmedaillengewinnerin.
Anfang 2008 zog Brenner mit ihren Pferden nach Wachenheim, wo sie von Dorte Christensen trainiert wird. Zudem wird sie bei großen Wettkämpfen vom jeweiligen Bundestrainer für Reiter mit Behinderung trainiert. Beruflich wechselte sie im Jahr 2009 zur Lotto Rheinland-Pfalz GmbH, die ihr umfangreich Förderungen und Freistellungen für ihren Sport gewährt.
Seit Jahren ist die Hannoveraner Fuchsstute Women of the World die Sportpartnerin von Hannelore Brenner. Diese ist ein sehr sensibles Pferd, was bei großem Applaus zu Problemen führen kann.
Hannelore Brenner war auf Vorschlag der SPD Mitglied der 14. Bundesversammlung und nahm am 30. Juni 2010 an der Wahl des deutschen Bundespräsidenten teil. Für die Eröffnungsfeier der Weltreiterspiele 2014 wurde Hannelore Brenner als deutsche Fahnenträgerin ausgewählt.
Im Jahr 2015 nahm Brenner nochmals mit der inzwischen 20-jährigen Stute Women of the World an den Europameisterschaften teil und gewann hier beide Einzelwertungen ihrer Wettkampfklasse. Für die Sommer-Paralympics 2016 war der 10-jährige Wallach Kawango als ihr Championatspferd vorgesehen. Aufgrund einer leichten Verletzung des Wallachs konnte Hannelore Brenner nicht an den Paralympics teilnehmen.

## Erfolge (Auswahl)
- 1999: Weltmeisterin
- 2000: 4. und 8. Platz bei den Paralympics in Sydney
- 2002: Doppel-Europameisterin und Mannschaftssilber, Deutsche Meisterin
- 2003: Doppel-Vizeweltmeisterin und Mannschaftssilber, Deutsche Meisterin
- 2004: Silbermedaille und Mannschaftssilber in Athen bei den Paralympics, Deutsche Meisterin
- 2005: Europameisterin, Vizeeuropameisterin und Mannschaftssilber, Deutsche Meisterin
- 2006: Deutsche Meisterin
- 2007: Doppel-Vizeweltmeisterin und Mannschaftssilber, Deutsche Meisterin, mit Women of the World
- 2008: zwei Goldmedaillen und Mannschaftssilber in Hongkong bei den Paralympics, Deutsche Meisterin, mit Women of the World
- 2009: Doppel-Europameisterin und Mannschaftssilber, Deutsche Vizemeisterin mit Women of the World
- 2010: Doppel-Weltmeisterin (Championshiptest) und Mannschaftssilber bei den Weltreiterspielen 2010, Deutsche Meisterin, mit Women of the World
- 2011: Europameisterin (Championshiptest), Vizeeuropameisterin (Kür) und Mannschaftsbronze, Deutsche Meisterin, mit Women of the World
- 2012: zwei Goldmedaillen bei den Paralympics London, Deutsche Meisterin, mit Women of the World
- 2013: Europameisterin (Championshiptest), Vizeeuropameisterin (Kür) und Mannschaftssilber, Deutsche Meisterin, mit Women of the World
- 2014: Weltmeisterin (Championshiptest), Vizeweltmeisterin (Kür) und Mannschaftsbronze bei den Weltreiterspielen 2014 mit Women of the World; Deutsche Meisterin mit Kawango
- 2015: Doppel-Europameisterin und Mannschaftsbronze, Deutsche Meisterin mit Women of the World
- 2016: Deutsche Meisterin mit Kawango[6]
- 2017: Deutsche Meisterin mit Kawango[7]

## Auszeichnungen
- 2008: Landessportlerin des Jahres (Rheinland-Pfalz)
- 2008: PSI-Award
- 2009: Friedensreiterpreis
- 2011: Silbernes Pferd in der Kategorie Persönlichkeit
- 2012: Silbernes Lorbeerblatt[8]